# Bague ecclésiastique
 (mars 2008).
Si vous disposez d'ouvrages ou d'articles de référence ou si vous connaissez des sites web de qualité traitant du thème abordé ici, merci de compléter l'article en donnant les références utiles à sa vérifiabilité et en les liant à la section « Notes et références ».

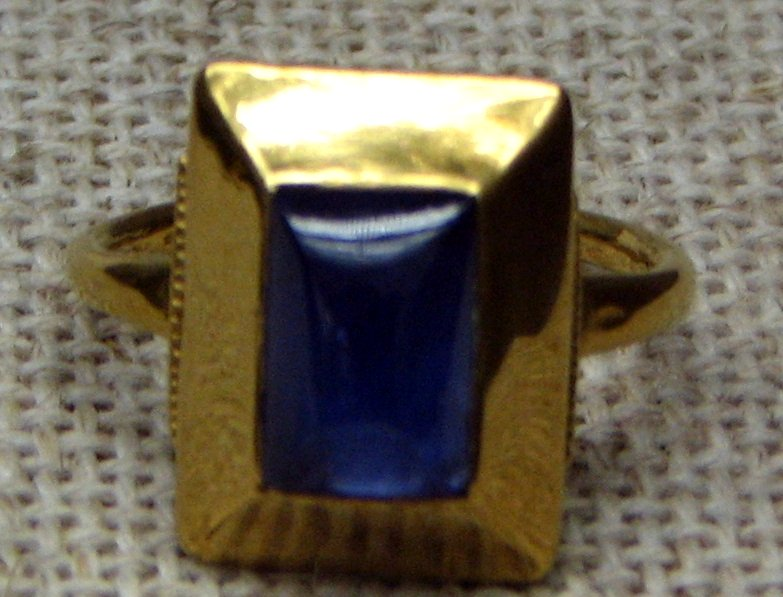
Anneau épiscopal de l'archevêque de Trèves Albéron de Montreuil (1080-1152).

Une bague ecclésiastique est une bague portée par un homme du clergé, tel un anneau épiscopal (on dit plus souvent d'ailleurs anneau plutôt que bague).

## Historique
De nombreuses « bagues »/anneaux ecclésiastiques anciens attestent l'antiquité de cet usage, bien que leur emploi liturgique ne soit néanmoins pas certain. Le Nouveau Testament fait référence à des bagues dans Luc 15, 22 et Jacques 2:2. Clément d'Alexandrie confirme leur usage à l'époque des Pères apostoliques, en décrivant des bagues qui représentent l'ichtus et le Saint-Esprit.

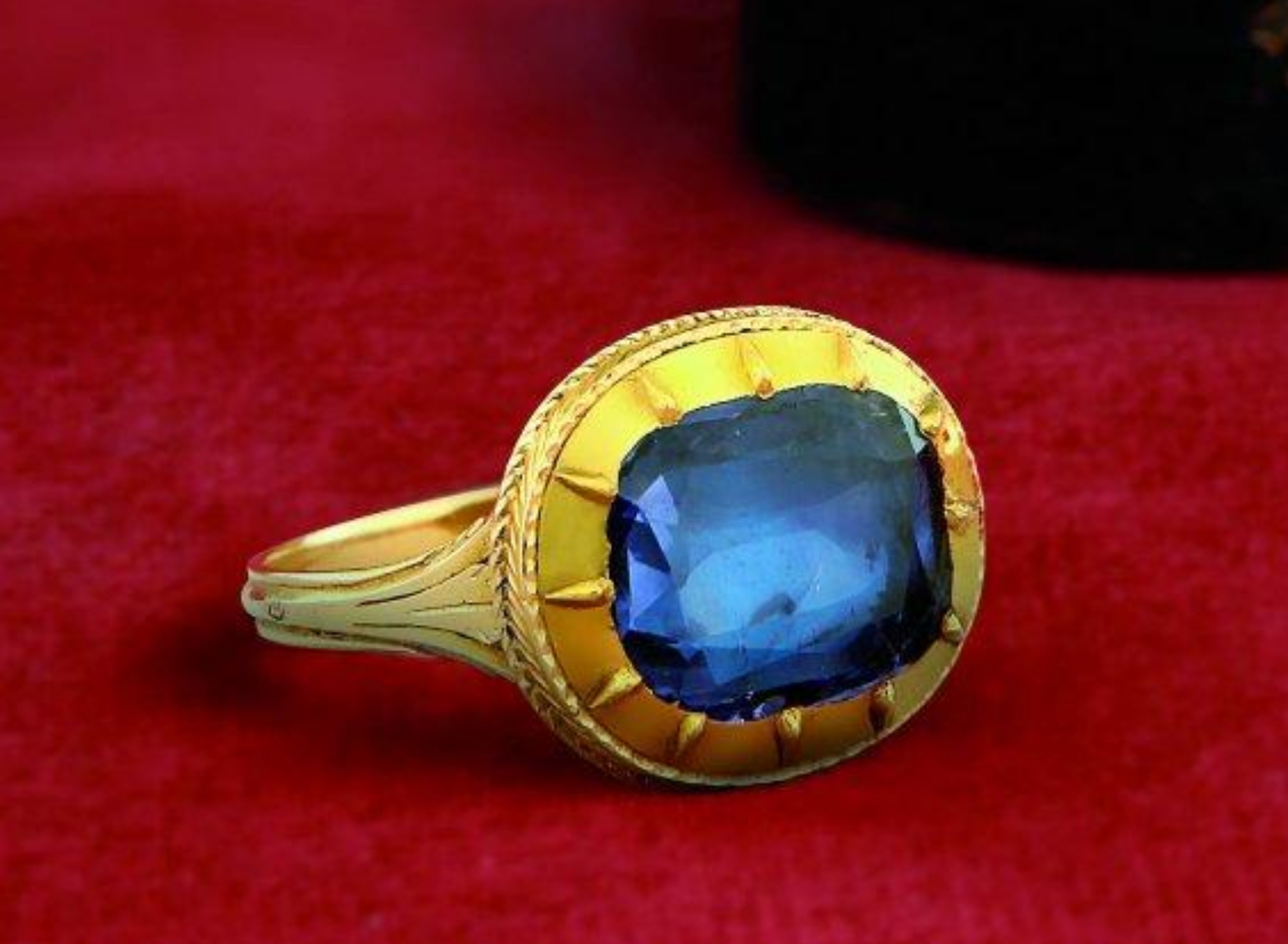
Anneau cardinalice aux armes de Léon XII, vue du chaton serti d'un saphir. MO Domenico Arcieri, Rome vers 1825

Dans les constitutions apostoliques, Tertullien et Cyprien de Carthage critiquent l'usage abusif des bagues, tant leur emploi étant fréquent dans la période ancienne. Quoi qu'il en soit, les actes de sainte Perpétue et sainte Félicité témoignent que les martyrs portaient et échangeaient les bagues lors de leur « baptême de sang ».
En Occident, les bagues/anneaux sont portés par les évêques catholiques et par les évêques anglicans et luthériens[réf. souhaitée]. Les évêques orthodoxes ne les portent pas, mais certains prélats des Églises catholiques orientales en font usage. Augustin d'Hippone mentionne leur emploi dans l'Église latine pour faire concurrence aux prêtres des païens. Le quatrième concile de Tolède en réglemente l'usage.
À Rome, le Pape porte un anneau spécial, appelé l'anneau du pêcheur. Les cardinaux ont des bagues particulières, tout comme les abbés ayant reçu la permission d'en porter une. Quelques congrégations ecclésiastiques confèrent par ailleurs des bagues à leurs membres. On peut aussi relever les bagues de mariage qui symbolisent l'union de l'époux et de l'épouse, et par analogie, du Christ et de l'Église.
Remis au cours de la consécration épiscopale au nouvel évêque consacré par l'évêque consécrateur, l'anneau épiscopal « signifie la Fidélité de l'Evêque à l'Église, épouse du Christ, et la Fidélité de Dieu à Son peuple » (www.eglise-catholique.fr).

## Sources
- (en) Herbert Thurston, « Rings », dans Encyclopedia Catholica, vol. 13, New York, Robert Appleton Company, 1912 (lire en ligne) (consulté le 29 novembre 2024)
- « Les rites de l’ordination épiscopale », sur Conférence des évêques de France (consulté le 29 novembre 2024)